# Meranoplus hilli
Meranoplus hilli är en myrart som beskrevs av W. C. Crawley 1922. Meranoplus hilli ingår i släktet Meranoplus och familjen myror. Inga underarter finns listade i Catalogue of Life.